# Río Sama
Der Río Sama ist ein etwa 166 km langer Zufluss des Pazifischen Ozeans im äußersten Süden von Peru in der Region Tacna. Dort fließt er durch die Provinzen Tarata und Tacna. Er heißt auf Abschnitten des Ober- und Mittellaufs auch Río Jaruma, Río Ticalaco, Río Pistala und Río Tala.

## Flusslauf
Der Río Sama entspringt in der peruanischen Westkordillere. Dort hat er seinen Ursprung in dem etwa 4680 m hoch gelegenen kleinen See Laguna Cotanvilque. Von dort fließt er anfangs 20 km nach Süden. Bei Flusskilometer 152 wird der Fluss von der Talsperre Jarumas (⊙) aufgestaut. Später wendet sich der Fluss nach Osten. Er passiert das Distriktverwaltungszentrum Tarata und nimmt die Nebenflüsse Río Aruma von links sowie später den Río Salado von rechts auf. Der Río Sama wendet sich allmählich nach Südwesten und Südsüdwesten und erreicht bei Flusskilometer 52 die wüstenhafte Küstenebene. Diese durchquert er in südsüdwestlicher Richtung und erreicht schließlich die Pazifikküste. Die Panamericana (1S) kreuzt bei Tomasiri bei Flusskilometer 43 den Fluss. Entlang dem Flusslauf findet abschnittsweise bewässerte Landwirtschaft statt.

## Einzugsgebiet
Das Einzugsgebiet umfasst 4738 km². Es grenzt im Nordwesten an das des Río Locumba, im Osten an das des Río Mauri sowie im Südosten an das des Río Caplina.